# Brian Lynch (scénariste)
Pour les articles homonymes, voir Brian Lynch et Lynch.
Brian Lynch est un scénariste et acteur américain né le 21 juin 1979. Il travaille actuellement pour l'Illumination Entertainment.

## Filmographie

### Scénariste
- 1999 : Big Helium Dog
- 2005 : Aunt Fanny's Tour of Booty
- 2011 : Hop
- 2011 : Le Chat potté
- 2012 : Les Minions en folie
- 2012 : Phil's Dance Party
- 2015 : Les Minions
- 2016 : Comme des bêtes
- 2022 : Jelly Jamm: le film
- 2022 : Les Minions 2 : Il était une fois Gru

### Acteur
- 1997 : Méprise multiple : Bryan White
- 1997 : A Better Place : Eddie
- 1999 : Big Helium Dog : l'assistant du directeur
- 2001 : Jay et Bob contre-attaquent : le vendeur du comic book
- 2008 : Scren In : le directeur